# Jozef Adámik
Jozef Adámik (ngày sinh: 1/4/1985 tại Komárno) là một cầu thủ bóng đá người Slovakia. Jozef Adámik chơi ở vị trí hậu vệ và có chiều cao 191 cm.